# Ditomyia fasciata
Ditomyia fasciata är en tvåvingeart som först beskrevs av Johann Wilhelm Meigen 1818.  Ditomyia fasciata ingår i släktet Ditomyia och familjen hårvingsmyggor. Enligt den svenska rödlistan är arten nationellt utdöd i Sverige. . Arten har tidigare förekommit i Götaland men är numera lokalt utdöd. Artens livsmiljö är skogslandskap. Inga underarter finns listade i Catalogue of Life.